# Amanda Ferreira Menezes Sá
Amanda Ferreira Menezes Sá (* 25. Juni 1983 in Belo Horizonte, Minas Gerais als Amanda Ferreira Menezes) ist eine brasilianische Volleyballspielerin.

## Karriere
Amanda Menezes begann mit zwölf Jahren ihre Volleyballkarriere in ihrer Heimat beim Mackenzie Esporte Clube und spielte später auch für Ecus Suzano und Sesi Uberlândia. Seit 2004 spielte die Zuspielerin ununterbrochen bei europäischen Vereinen in Portugal, Spanien sowie Norwegen. Sie war für Boavista Porto und für CS Madeira aktiv, mit dem sie mehrfach portugiesischer Meister und Pokalsieger wurde. Diese Erfolge gelangen ihr auch mit dem Clube Desportivo Ribeirense, wobei sie sich zur besten Zuspielerin Portugals entwickelte. Nach einer Babypause wechselte Amanda Sá 2013 zum norwegischen Spitzenklub Stod Volley Steinkjer, wo sie die beste Zuspielerin in der norwegischen ersten Liga war und zweimal das nationale Double gewann. 2015 wechselte sie in die deutsche Bundesliga zum  USC Münster.

## Privates
Amanda Menezes Sá ist mit dem portugiesischen Volleyballtrainer André Sá verheiratet und hat eine Tochter.